# Парушовиці
Парушовиці (пол. Paruszowice, нім. Baumgarten) — село в Польщі, у гміні Бичина Ключборського повіту Опольського воєводства.
Населення — 299 осіб (2011).

## Демографія
Демографічна структура станом на 31 березня 2011 року:
|          | Загалом | Допрацездатний вік | Працездатний вік | Постпрацездатний вік |
| -------- | ------- | ------------------ | ---------------- | -------------------- |
| Чоловіки | 155     | 21                 | 115              | 19                   |
| Жінки    | 144     | 28                 | 87               | 29                   |
| Разом    | 299     | 49                 | 202              | 48                   |